# Festival de la correspondance de Grignan
Le Festival de la correspondance de Grignan est une manifestation culturelle ayant lieu chaque année depuis 1996, au début du mois de juillet dans la ville de Grignan, dans la Drôme provençale. Il a pour but de « célébrer l’art épistolaire.

## Historique
Le Festival de la correspondance est créé en 1996 par la ville de Grignan afin de célébrer le tricentenaire de la mort de Madame de Sévigné. Il est depuis renouvelé tous les ans, en s'articulant à chaque fois autour d'un nouveau thème : Lettres d'exils en 2016, Avoir 20 ans, jeunesse et correspondance en 2015, 1914, entre Belle époque et guerre en 2014, Lettres d'Amérique en 2013, etc.
Ainsi sont présentées, sur cinq jours, différentes manifestations autour de la correspondance sous toutes ses formes : lectures et pièces de théâtre, rencontres, cafés littéraires, ateliers autour du livre et de la lecture...
En 2021 le président fondateur du Festival, Bruno Durieux, désigne Éric-Emmanuel Schmitt comme futur président et directeur artistique de l’association organisatrice de l’événement littéraire.

## Lieux de représentation
Lors du festival, tout le village de Grignan est le siège de nombreuses manifestations, la plupart en plein air, notamment devant le Château de Grignan, à la Chapelle Saint-Vincent ou encore sur le Cours Sévigné.

## Galerie

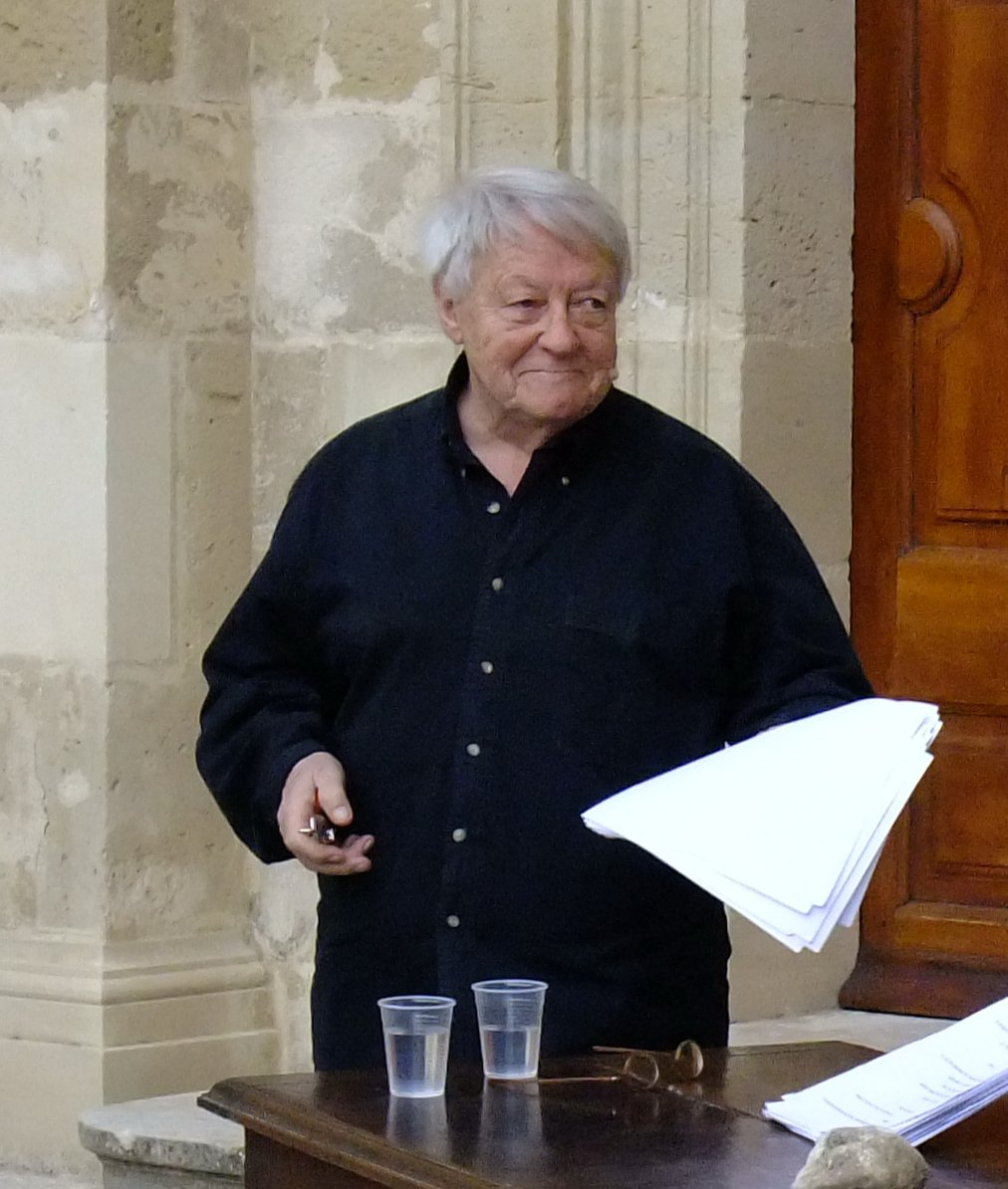
Roger Dumas au 15e festival de la correspondance de Grignan en 2010.
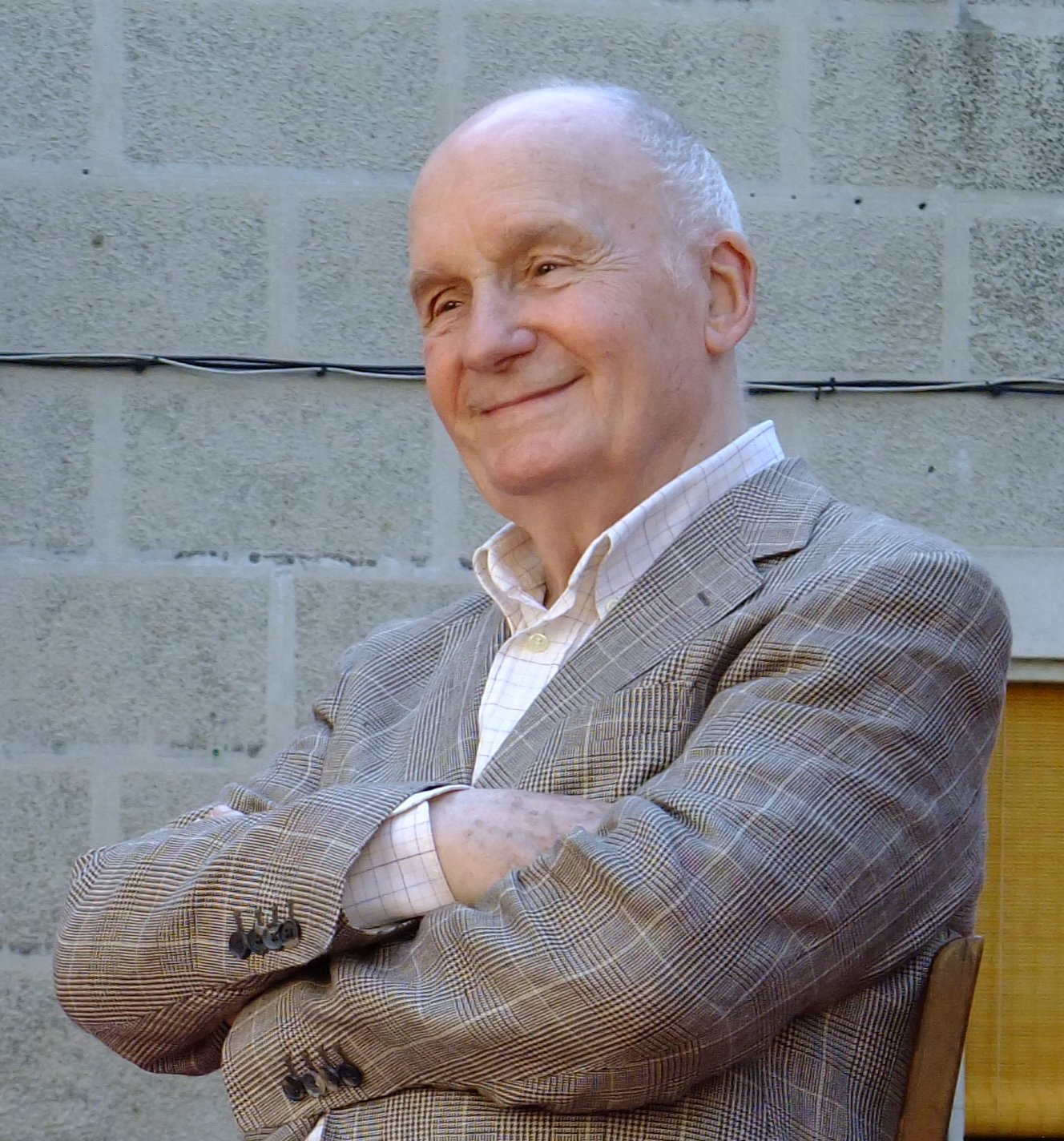
Michel Bouquet pendant le 15e festival de la Correspondance le 7 juillet 2010.
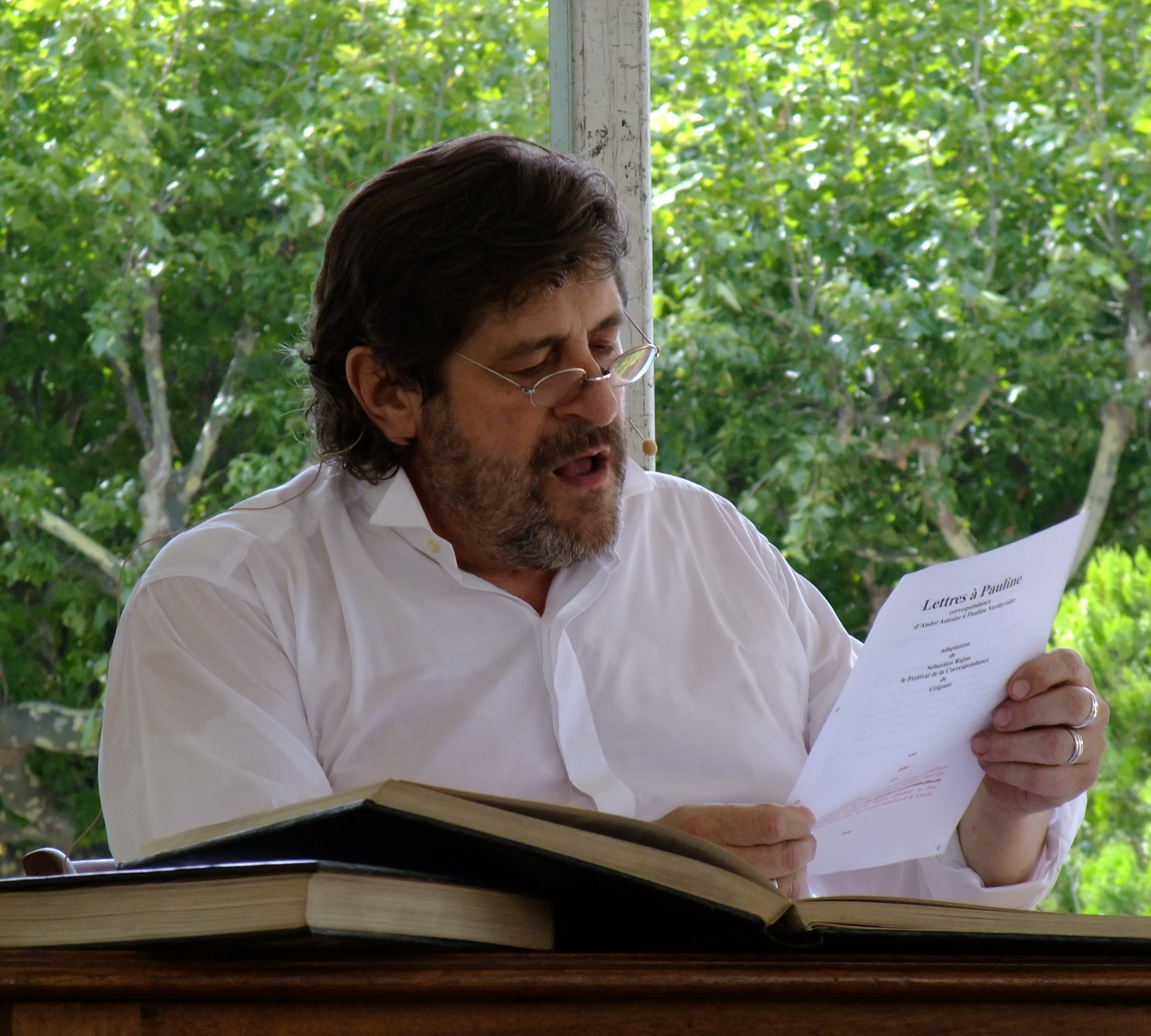
Jacques Frantz au 15e festival de la correspondance de Grignan en 2010.
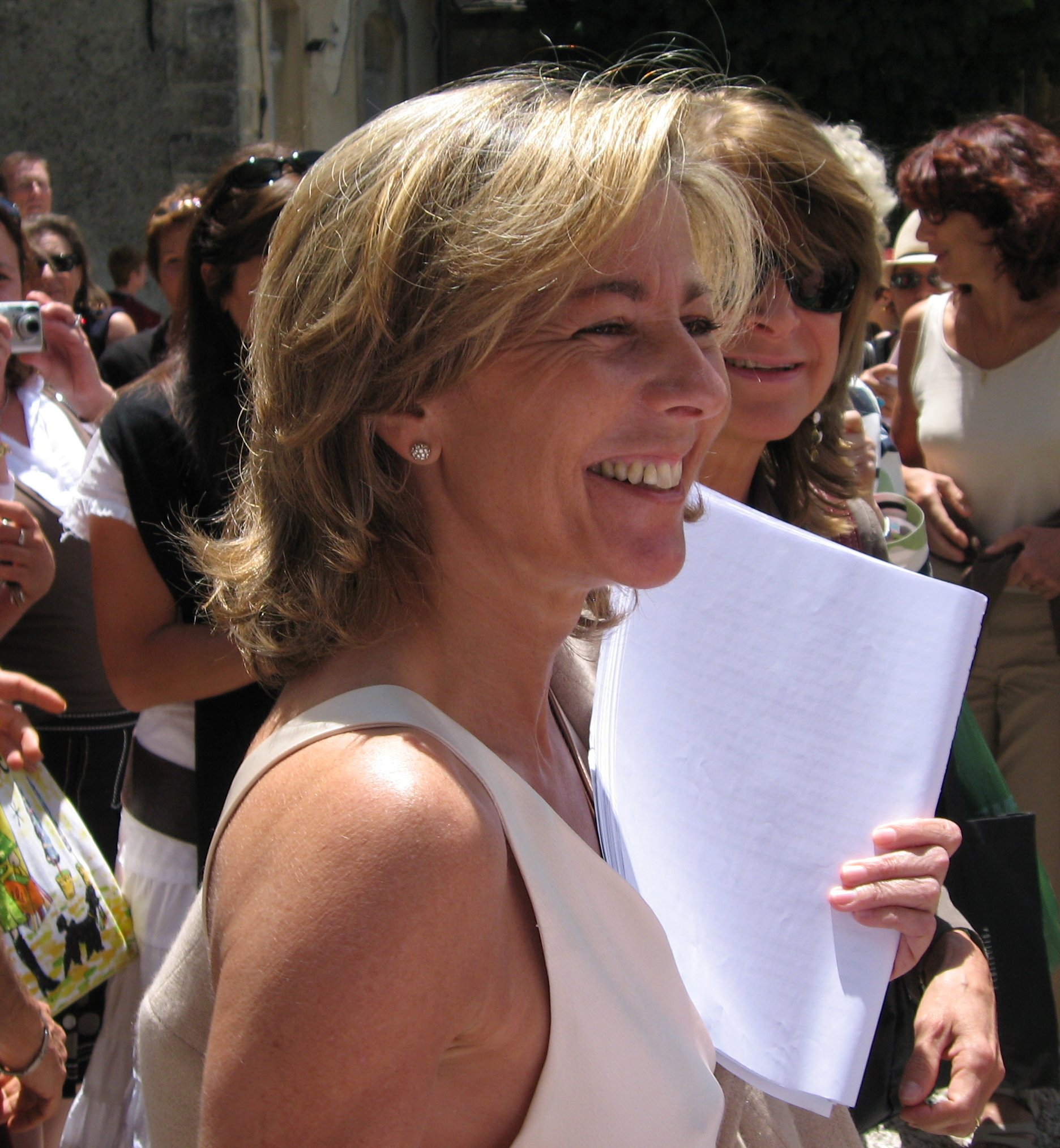
Claire Chazal à l'issue de sa prestation publique au Festival de la Correspondance de Grignan le 5 juillet 2007.